# 3866 Langley
3866 Langley è un asteroide della fascia principale. Scoperto nel 1988, presenta un'orbita caratterizzata da un semiasse maggiore pari a 3,1477977 UA e da un'eccentricità di 0,1913253, inclinata di 3,60942° rispetto all'eclittica.